# Lucien Salmon
Pour les articles homonymes, voir Salmon.
Lucien Salmon (30 mai 1802, Conflans-en-Jarnisy - 20 août 1859, Conflans-en-Jarnisy), est un homme politique français.

## Biographie
Propriétaire dans la Meurthe, où il s'occupait d'agriculture, en même temps que de politique. Il fut élu, le 13 mai 1849, représentant de la Meurthe à l'Assemblée législative. Il protesta contre le coup d'État du 2 décembre 1851, et ne reparut plus sur la scène politique.

## Sources
- « Lucien Salmon », dans Adolphe Robert et Gaston Cougny, Dictionnaire des parlementaires français, Edgar Bourloton, 1889-1891 [détail de l’édition]